# Hit Parade of 1943

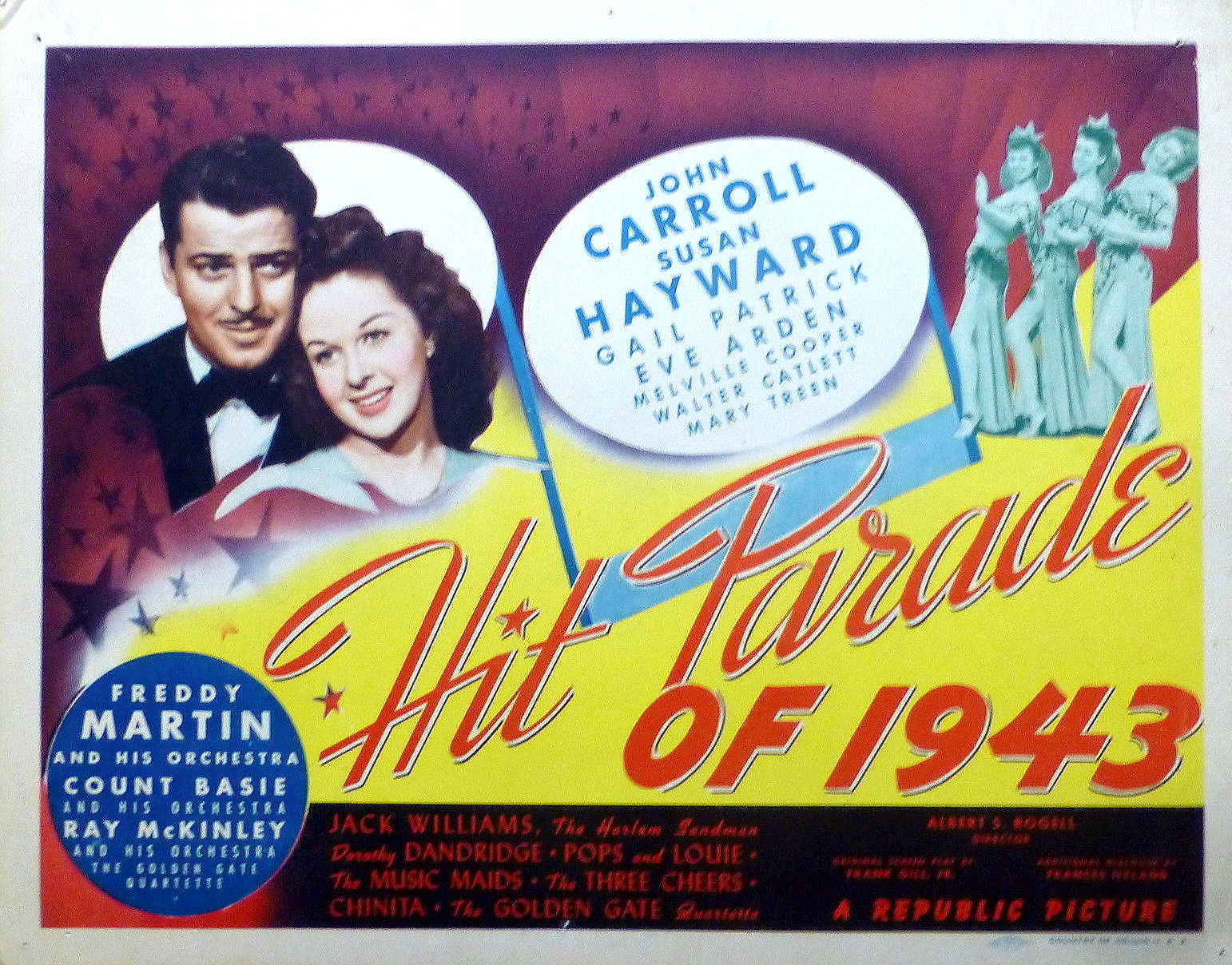

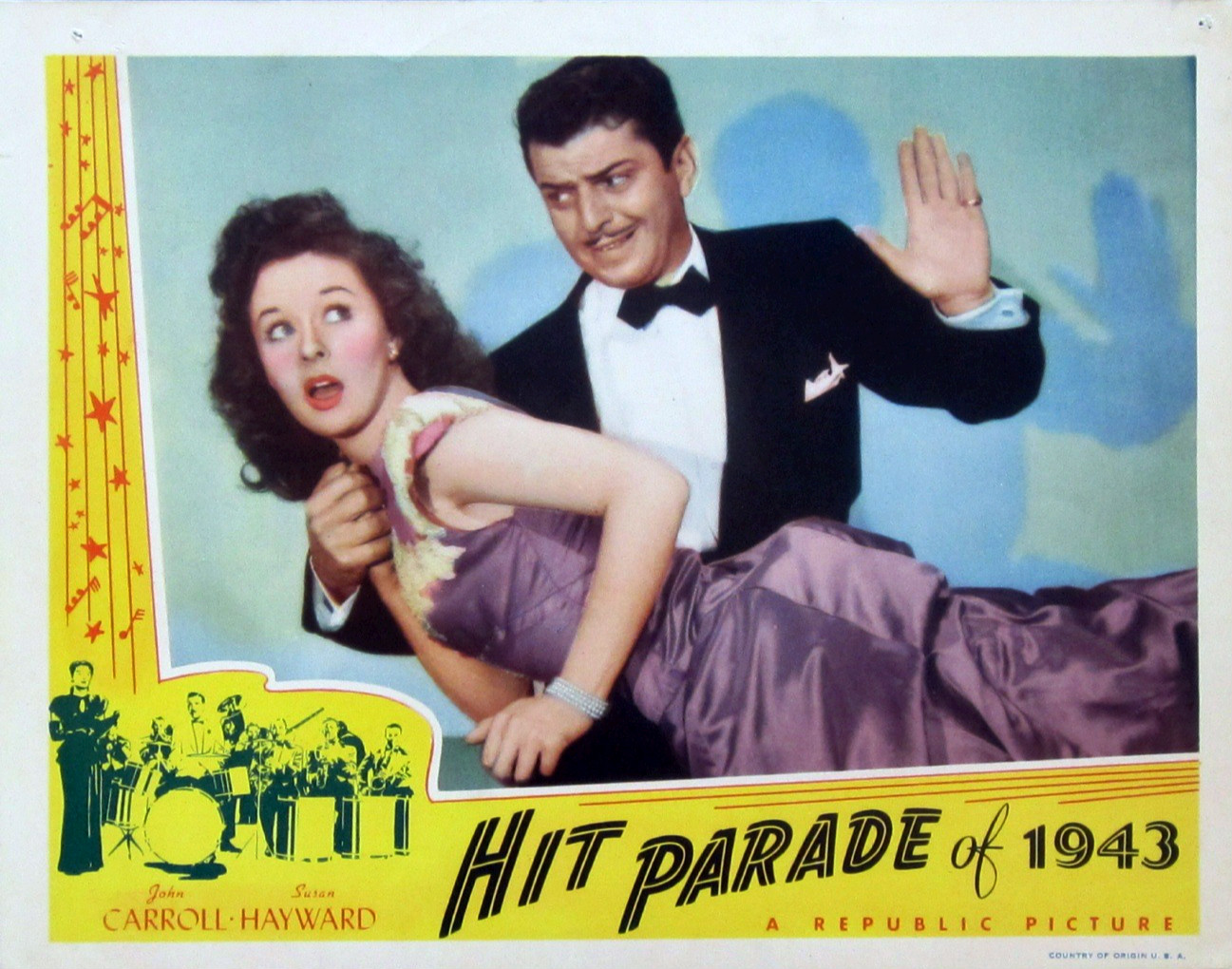
Susan Hayward et John Carroll

Pour plus de détails, voir Fiche technique et Distribution.
Hit Parade of 1943 est un film musical américain de  Albert S. Rogell, sorti en 1943

## Fiche technique
- Titre original : Hit Parade of 1943
- Réalisateur : Albert S. Rogell
- Scénario : Frank Gill Jr.
- Dialogues : Frances Hyland
- Direction artistique : Russell Kimball
- Décors : Otto Siegel
- Costumes : Adele Palmer
- Directeur de la photographie : Jack A. Marta
- Montage : Thomas Richards
- Musique : Walter Scharf (non crédité)
- Chorégraphie : Nick Castle
- Production : Albert J. Cohen (producteur associé)
- Société de production et de distribution : Republic Pictures
- Pays d'origine : États-Unis
- Langue : Anglais
- Format : Noir et blanc - 35 mm - 1,37:1 - Son : Mono (RCA Sound System)
- Durée : 82 minutes
- Genre : Comédie musicale
- Date de sortie :
  - États-Unis : 26 mars 1943

## Distribution
- John Carroll : Rick Farrell
- Susan Hayward : Jill Wright
- Gail Patrick : Toni Jarrett
- Eve Arden : Belinda Wright
- Melville Cooper : Bradley Cole
- Walter Catlett : J. MacClellan Davis
- Mary Treen : Janie
- Tom Kennedy : Westinghouse
- Astrid Allwyn : Joyce Germaine
- Tim Ryan : Brownie May
- Jack Williams : The Harlem Sandman
- Dorothy Dandridge : La chanteuse du Count Basie Band
- Albert Whitman : Danseur
- Louis Williams : Danseur